# Замок Портора
Замок Портора (англ. Portora Castle) — один із замків Ірландії, розташований біля селища Енніскіллен, графство Фермана, Північна Ірландія. Замок Портора був побудований для сера Вільяма Коула, що купив цю землю в 1612 році. Замок займає стратегічну позицію: розташований біля вузького проходу до річки Ерн біля озера Лох-Ерн. Нині замок Портора є пам'яткаю історії та архітектури і охороняється законом. Нині замок лежить в руїнах.

## Особливості архітектури
У 1619 році Майкл Пайннар описав замок як «Башту з вапна і каміння, з чотирма фланкерами і кам'яним будинком. Замок на три поверхи високий, з кованими дверима.» Три з фланкери збереглися і донині. Два на заході, один біля флангової стіни замку. Це круглі вежі, близько 3 м в діаметрі, мають кілька бійниць для гармат. Всередині замку можна побачити димоходи від каміна в північній і західній стінах замку.

## Історія замку Портора
Замок був побудований шотландськими колоністами, що колонізували Ольстер після повного завоювання Ірландії Англією в 1607 році. Першим власником замку був сер Вільям Коул, що був на службі в короля Англії. Сер Майкл Коул і його родина переїхала в замок Портора в 1710 році, коли їх попереднє місце проживання — замок Енніскуллен був спалений вщент. Вони жили в замку Портора до 1716 року, коли син сера Майкла — Джон Коул (1680—1726), почав будувати особняк у Флоренсі.
Брід Портора був важливим шляхом в районі озера Лох-Ерн, особливо під час війни. І це місце вважалося стратегічно важливим з дуже давніх часів. Під час проведення дренажних робіт в 1951—1960 роках тут були знайдені кам'яні сокири, бронзові ножі. Руйнування замку посилили наприкінці ХІХ століття нечемні хлопчаки. Вони в школі в класі хімії самостійно виготовили вибухівку і влаштували в замку вибух.